# Liste des médaillés olympiques
Cet article inclut les listes de tous les médaillés olympiques depuis 1896, organisés par chaque sport ou discipline olympique et aussi par édition des Jeux.

## Par sport

### Sports des Jeux olympiques d'été
| Discipline | Discipline                   | Années                             | Nombre de | Nombre de          | médailles décernés | médailles décernés | médailles décernés | médailles décernés | Athlète(s) avec le plus de médailles (Or-Argent-Bronze) | Athlète(s) avec le plus de médailles d'or |
| Discipline | Discipline                   | Années                             | Éditions  | Épreuves (en 2020) | Or                 | Argent             | Bronze             | Total              | Athlète(s) avec le plus de médailles (Or-Argent-Bronze) | Athlète(s) avec le plus de médailles d'or |
| ---------- | ---------------------------- | ---------------------------------- | --------- | ------------------ | ------------------ | ------------------ | ------------------ | ------------------ | --- | --- |
|            | Athlétisme                   | Depuis 1896                        | 29        | 48                 | 1028               | 1030               | 1027               | 3085               | Paavo Nurmi (FIN) (9-3-0) | Paavo Nurmi (FIN) (9-3-0) Carl Lewis (USA) (9-1-0) |
|            | Aviron                       | Depuis 1900                        | 28        | 14                 | 269                | 268                | 273                | 810                | Elisabeta Lipă (ROU) (5-2-1) | Elisabeta Lipă (ROU) (5-2-1) Georgeta Damian (ROU) (5-0-1) Steven Redgrave (GBR) (5-0-1) |
|            | Badminton                    | Depuis 1992                        | 8         | 5                  | 39                 | 39                 | 43                 | 121                | Gao Ling (CHN) (2-1-1) | Gao Ling (CHN) (2-1-1) Kim Dong-moon (KOR) (2-0-1) Zhang Nan (CHN) (2-0-1) Ge Fei (CHN) (2-0-0) Gu Jun (CHN) (2-0-0) Lin Dan (CHN) (2-0-0) Zhang Jun (CHN) (2-0-0) Zhang Ning (CHN) (2-0-0) Zhao Yunlei (CHN) (2-0-0)                       |
|            | Basket-ball                  | Depuis 1936                        | 20        | 4                  | 32                 | 32                 | 32                 | 96                 | Diana Taurasi (USA) (6-0-0) | Diana Taurasi (USA) (6-0-0) |
|            | Boxe                         | 1904, 1908, depuis 1920            | 26        | 13                 | 266                | 266                | 472                | 1004               | László Papp (HUN) (3-0-0) Félix Savón (CUB) (3-0-0) Teófilo Stevenson (CUB) (3-0-0) Roniel Iglesias (CUB) (2-0-1) Boris Lagutin (URS) (2-0-1) Oleg Saitov (RUS) (2-0-1) Zou Shiming (CHN) (2-0-1) Roberto Cammarelle (ITA) (1-1-1) Zbigniew Pietrzykowski (POL) (0-1-2) Arnold Vanderlyde (NED) (0-0-3) | László Papp (HUN) (3-0-0) Félix Savón (CUB) (3-0-0) Teófilo Stevenson (CUB) (3-0-0) |
|            | Canoë-kayak                  | Depuis 1936                        | 20        | 16                 | 242                | 241                | 243                | 726                | Birgit Fischer (GER) (8-4-0) | Birgit Fischer (GER) (8-4-0) |
|            | Cyclisme (hommes, femmes)    | Depuis 1896                        | 29        | 22                 | 263                | 261                | 260                | 784                | Jason Kenny (GBR) (7-2-0) | Jason Kenny (GBR) (7-2-0) |
|            | Équitation                   | 1900, depuis 1912                  | 26        | 6                  | 151                | 149                | 148                | 448                | Isabell Werth (GER) (7-5-0) | Isabell Werth (GER) (7-5-0) |
|            | Escrime                      | Depuis 1896                        | 29        | 12                 | 223                | 223                | 221                | 667                | Edoardo Mangiarotti (ITA) (6-5-2) | Aladár Gerevich (HUN) (7-1-2) |
|            | Football                     | 1900–1928, depuis 1936             | 27        | 2                  | 34                 | 34                 | 35                 | 103                | Christie Rampone (USA) (3-1-0) | Christie Rampone (USA) (3-1-0) Shannon Boxx (USA) (3-0-0) Heather Mitts (USA) (3-0-0) Heather O'Reilly (USA) (3-0-0) |
|            | Golf                         | 1900–1904, depuis 2016             | 4         | 2                  | 8                  | 8                  | 9                  | 19                 | Chandler Egan (USA) (1-1-0) Lydia Ko (NZL) (0-1-1) Francis Newton (USA) (0-1-1) | 17 athlètes avec 1 médaille d'or |
|            | Gymnastique (hommes, femmes) | Depuis 1896                        | 29        | 18                 | 380                | 361                | 364                | 1105               | Larissa Latynina (URS) (9-5-4) | Larissa Latynina (URS) (9-5-4) |
|            | Handball                     | 1936, depuis 1972                  | 14        | 2                  | 26                 | 26                 | 26                 | 78                 | Andreï Lavrov (RUS) (3-0-1) Oh Seong-ok (KOR) (1-2-1) Nikola Karabatic (FRA) (3-1-0) | Andreï Lavrov (RUS) (3-0-1) Nikola Karabatic (FRA) (3-1-0) |
|            | Haltérophilie                | 1896, 1904, depuis 1920            | 26        | 14                 | 229                | 225                | 229                | 683                | Pýrros Dímas (GRE) (3-0-1) Ronny Weller (GER) (1-2-1) Nikolaj Pešalov (BUL, CRO) (1-1-2) Norbert Schemansky (USA) (1-1-2) Eko Yuli Irawan (INA) (0-2-2) | Pýrros Dímas (GRE) (3-0-1) Akákios Kakiasvíli (GRE) (3-0-0) Halil Mutlu (TUR) (3-0-0) Naim Süleymanoğlu (TUR) (3-0-0) |
|            | Hockey sur gazon             | 1908, 1920, depuis 1928            | 24        | 2                  | 35                 | 35                 | 36                 | 106                | Leslie Claudius (IND) (3-1-0) Udham Singh (IND) (3-1-0) Teun de Nooijer (NED) (2-2-0) Luciana Aymar (ARG) (0-2-2) | Leslie Claudius (IND) (3-1-0) Udham Singh (IND) (3-1-0) Richard Allen (IND) (3-0-0) Dhyan Chand (IND) (3-0-0) Ranganathan Francis (IND) (3-0-0) Randhir Singh Gentle (IND) (3-0-0) Rechelle Hawkes (AUS) (3-0-0) Balbir Singh (IND) (3-0-0) |
|            | Judo                         | 1964, depuis 1972                  | 14        | 15                 | 152                | 151                | 304                | 607                | Teddy Riner (FRA) (3-0-2) Ryōko Tani (JPN) (2-2-1) | Teddy Riner (FRA) (3-0-2) Tadahiro Nomura (JPN) (3-0-0) |
|            | Lutte                        | 1896, depuis 1904                  | 28        | 18                 | 430                | 429                | 499                | 1358               | Wilfried Dietrich (RFA) (1-2-2) | Kaori Ichō (JPN) (4-0-0) Mijaín López (CUB) (4-0-0) |
|            | Natation (hommes, femmes)    | Depuis 1896                        | 29        | 37                 | 607                | 604                | 603                | 1814               | Michael Phelps (USA) (23-3-2) | Michael Phelps (USA) (23-3-2) |
|            | Natation synchronisée        | Depuis 1984                        | 10        | 2                  | 20                 | 18                 | 19                 | 57                 | Svetlana Romashina (RUS) (7-0-0) | Svetlana Romashina (RUS) (7-0-0) |
|            | Pentathlon moderne           | Depuis 1912                        | 25        | 2                  | 42                 | 42                 | 42                 | 126                | Pavel Lednev (URS) (2-2-3) | András Balczó (HUN) (3-2-0) |
|            | Plongeon                     | Depuis 1904                        | 27        | 8                  | 130                | 130                | 132                | 392                | Dmitri Sautin (RUS) (2-2-4) | Wu Minxia (CHN) (5-1-1) Chen Ruolin (CHN) (5-0-0) |
|            | Taekwondo                    | Depuis 2000                        | 6         | 8                  | 48                 | 48                 | 80                 | 176                | Hwang Kyung-seon (KOR) (2-0-1) Steven López (USA) (2-0-1) Hadi Saei (IRI) (2-0-1) María Espinoza (MEX) (1-1-1) | Steven López (USA) (2-0-1) Hadi Saei (IRI) (2-0-1) Hwang Kyung-seon (KOR) (2-0-1) Chen Zhong (CHN) (2-0-0) Jade Jones (GBR) (2-0-0) Wu Jingyu (CHN) (2-0-0)                                                                                 |
|            | Tennis                       | 1896–1924, depuis 1988             | 16        | 5                  | 71                 | 72                 | 87                 | 230                | Venus Williams (USA) (4-1-0) Kitty McKane (GBR) (1-2-2) | Venus Williams (USA) (4-1-0) Serena Williams (USA) (4-0-0) |
|            | Tennis de table              | Depuis 1988                        | 9         | 5                  | 37                 | 37                 | 41                 | 115                | Ma Long (CHN) (5-0-0) Wang Nan (CHN) (4-1-0) Wang Hao (CHN) (2-3-0) | Ma Long (CHN) (5-0-0) |
|            | Tir                          | 1896, 1900, 1908–1924, depuis 1932 | 27        | 15                 | 288                | 289                | 287                | 864                | Carl Osburn (USA) (5-4-2) | Carl Osburn (USA) (5-4-2) Willis Augustus Lee (USA) (5-1-1) Ole Lilloe-Olsen (NOR) (5-1-0) Alfred Lane (USA) (5-0-1) Morris Fisher (USA) (5-0-0)                                                                                            |
|            | Tir à l'arc                  | 1900-1912, 1920, depuis 1972       | 17        | 5                  | 70                 | 69                 | 61                 | 200                | Hubert Van Innis (BEL) (6-4-0) | Hubert Van Innis (BEL) (6-4-0) |
|            | Triathlon                    | Depuis 2000                        | 6         | 3                  | 13                 | 13                 | 13                 | 39                 | Jonathan Brownlee (GBR) (1-1-1) | Alistair Brownlee (GBR) (2-0-0) |
|            | Voile                        | 1900, depuis 1908                  | 27        | 10                 | 195                | 185                | 180                | 560                | Ben Ainslie (GBR) (4-1-0) Robert Scheidt (BRA) (2-2-1) Torben Grael (BRA) (2-1-2) | Ben Ainslie (GBR) (4-1-0) Paul Elvstrøm (DEN) (4-0-0) |
|            | Volley-ball                  | Depuis 1964                        | 15        | 2                  | 30                 | 30                 | 30                 | 90                 | Ana Fernández (CUB) (3-0-1) Kerri Walsh (USA) (3-0-1) Inna Ryskal (URS) (2-2-0) Sérgio Dutra Santos (BRA) (2-2-0) Sergey Tetyukhin (RUS) (1-1-2) | Ana Fernández (CUB) (3-0-1) Regla Bell (CUB) (3-0-0) Marlenis Costa (CUB) (3-0-0) Mireya Luis (CUB) (3-0-0) Misty May-Treanor (USA) (3-0-0) Regla Torres (CUB) (3-0-0) Kerri Walsh (USA) (3-0-1)                                            |
|            | Water polo                   | 1900, depuis 1908                  | 26        | 2                  | 28                 | 28                 | 29                 | 85                 | Dezső Gyarmati (HUN) (3-1-1) | 11 athlètes avec 3 médailles d'or dont : Dezső Gyarmati (HUN) (3-1-1) |

### Sports des Jeux olympiques d'hiver
| Discipline | Discipline                           | Années                               | Nombre de | Nombre de        | médailles décernés | médailles décernés | médailles décernés | médailles décernés | Athlète(s) avec le plus de médailles (Or-Argent-Bronze) | Athlète(s) avec le plus de médailles d'or |
| Discipline | Discipline                           | Années                               | Éditions  | épreuves en 2014 | Or                 | Argent             | Bronze             | Total              | Athlète(s) avec le plus de médailles (Or-Argent-Bronze) | Athlète(s) avec le plus de médailles d'or |
| ---------- | ------------------------------------ | ------------------------------------ | --------- | ---------------- | ------------------ | ------------------ | ------------------ | ------------------ | --- | --- |
|            | Biathlon                             | 1924, Depuis 1960                    | 17        | 11               | 54                 | 54                 | 54                 | 162                | Ole Einar Bjørndalen (NOR) (8-4-2) | Ole Einar Bjørndalen (NOR) (8-4-2) |
|            | Bobsleigh                            | 1924-1956, depuis 1964               | 21        | 3                | 39                 | 37                 | 39                 | 115                | Bogdan Musiol (RDA) (1-5-1) | Kevin Kuske (GER) (4-1-0) André Lange (GER) (4-1-0) |
|            | Combiné nordique                     | Depuis 1924                          | 22        | 3                | 28                 | 28                 | 28                 | 84                 | Felix Gottwald (AUT) (3-1-3) | Samppa Lajunen (FIN) (3-2-0) Eric Frenzel (GER) (3-1-2) Felix Gottwald (AUT) (3-1-3) Johan Grøttumsbråten (NOR) (3-1-2) Thorleif Haug (NOR) (3-0-0) Ulrich Wehling (RDA) (3-0-0) |
|            | Curling                              | 1924, depuis 1998                    | 4         | 2                | 7                  | 7                  | 7                  | 21                 | Anna Le Moine (SWE) (2-0-0) Cathrine Lindahl (SWE) (2-0-0) Eva Lund (SWE) (2-0-0) Anette Norberg (SWE) (2-0-0) Kaitlyn Lawes (CAN) (2-0-0) John Morris (CAN) (2-0-0) Kevin Martin (CAN) (1-1-0) Torger Nergård (NOR) (1-1-0) Mirjam Ott (SUI) (0-2-0) | Anna Le Moine (SWE) (2-0-0) Cathrine Lindahl (SWE) (2-0-0) Eva Lund (SWE) (2-0-0) Anette Norberg (SWE) (2-0-0) Kaitlyn Lawes (CAN) (2-0-0) John Morris (CAN) (2-0-0)             |
|            | Hockey sur glace                     | Été : 1920 Hiver : Depuis 1924       | 23        | 2                | 24                 | 24                 | 24                 | 72                 | Jayna Hefford (CAN) (4-1-0) Hayley Wickenheiser (CAN) (4-1-0) | Jayna Hefford (CAN) (4-1-0) Hayley Wickenheiser (CAN) (4-1-0) Caroline Ouellette (CAN) (4-0-0)                                                                                   |
|            | Luge                                 | Depuis 1964                          | 14        | 4                | 37                 | 35                 | 36                 | 108                | Armin Zöggeler (ITA) (2-1-3) | Natalie Geisenberger (GER) (4-0-1) Tobias Arlt (GER) (4-0-0) Tobias Wendl (GER) (4-0-0)                                                                                          |
|            | Patinage artistique                  | Été : 1908, 1920 Hiver : Depuis 1924 | 24        | 4                | 77                 | 75                 | 76                 | 228                | Tessa Virtue (CAN) (3-2-0) Scott Moir (CAN) (3-2-0) | Tessa Virtue (CAN) (3-2-0) Scott Moir (CAN) (3-2-0) Gillis Grafström (SWE) (3-1-0) Sonja Henie (NOR) (3-0-0) Irina Rodnina (URS) (3-0-0)                                         |
|            | Patinage de vitesse                  | Depuis 1924                          | 22        | 12               | 152                | 155                | 148                | 455                | Ireen Wüst (NED) (5-5-1) | Lidia Skoblikova (URS) (6-0-0) |
|            | Patinage de vitesse sur piste courte | Depuis 1992                          | 7         | 8                | 32                 | 32                 | 32                 | 96                 | / Viktor Ahn (KOR / RUS) (6-0-2) Apolo Anton Ohno (USA) (2-2-4) Arianna Fontana (ITA) (1-2-5) | / Viktor Ahn (KOR / RUS) (6-0-2) |
|            | Saut à ski                           | Depuis 1924                          | 22        | 4                | 38                 | 39                 | 37                 | 114                | Matti Nykänen (FIN) (4-1-0) | Matti Nykänen (FIN) (4-1-0) Simon Ammann (SUI) (4-0-0) |
|            | Skeleton                             | 1924, 1948, depuis 2002              | 6         | 2                | 6                  | 6                  | 6                  | 18                 | Elizabeth Yarnold (GBR) (2-0-0) Martins Dukurs (LAT) (0-2-0) John Heaton (USA) (0-2-0) Gregor Stähli (SUI) (0-0-2) | Elizabeth Yarnold (GBR) (2-0-0) |
|            | Ski acrobatique                      | Depuis 1992                          | 7         | 10               | 18                 | 18                 | 18                 | 54                 | Kari Traa (NOR) (1-1-1) | Alexandre Bilodeau (CAN) (2-0-0) David Wise (USA) (2-0-0) |
|            | Ski alpin                            | Depuis 1936                          | 19        | 10               | 132                | 135                | 130                | 397                | Kjetil André Aamodt (NOR) (4-2-2) | Kjetil André Aamodt (NOR) (4-2-2) Janica Kostelić (CRO) (4-2-0) |
|            | Ski de fond                          | Depuis 1924                          | 22        | 12               | 134                | 132                | 133                | 399                | Marit Bjørgen (NOR) (8-4-3) | Marit Bjørgen (NOR) (8-4-3) Bjørn Dæhlie (NOR) (8-4-0) |
|            | Snowboard                            | Depuis 1998                          | 5         | 10               | 14                 | 14                 | 14                 | 42                 | Kelly Clark (USA) (1-0-2) Shaun White (USA) (3-0-0) Jamie Anderson (USA) (2-1-0) Zan Kosir (SVN) (0-1-2) | Shaun White (USA) (3-0-0) |

### Anciens sports

#### Été
| Discipline | Discipline       | Années                       | Nombre d' éditions | Médailles décernés | Médailles décernés | Médailles décernés | Médailles décernés |
| Discipline | Discipline       | Années                       | Nombre d' éditions | Or                 | Argent             | Bronze             | Total              |
| ---------- | ---------------- | ---------------------------- | ------------------ | ------------------ | ------------------ | ------------------ | ------------------ |
|            | Baseball         | 1992–2008                    | 5                  | 5                  | 5                  | 5                  | 15                 |
|            | Pelote basque    | 1900                         | 1                  | 1                  | 1                  | 0                  | 2                  |
|            | Cricket          | 1900                         | 1                  | 1                  | 1                  | 0                  | 2                  |
|            | Croquet          | 1900                         | 1                  | 3                  | 2                  | 2                  | 7                  |
|            | Jeu de paume     | 1908                         | 1                  | 1                  | 1                  | 1                  | 3                  |
|            | Crosse           | 1904–1908                    | 2                  | 2                  | 2                  | 1                  | 5                  |
|            | Polo             | 1900, 1908, 1920, 1924, 1936 | 5                  | 5                  | 6                  | 5                  | 16                 |
|            | Jeu de raquettes | 1908                         | 1                  | 2                  | 2                  | 3                  | 7                  |
|            | Roque            | 1904                         | 1                  | 1                  | 1                  | 1                  | 3                  |
|            | Rugby à XV       | 1900, 1908, 1920, 1924       | 4                  | 4                  | 5                  | 1                  | 10                 |
|            | Softball         | 1996–2008                    | 4                  | 4                  | 4                  | 4                  | 12                 |
|            | Tir à la corde   | 1900–1920                    | 5                  | 5                  | 5                  | 3                  | 13                 |
|            | Motonautisme     | 1908                         | 5                  | 3                  | 0                  | 0                  | 3                  |

#### Hiver
| Discipline | Discipline           | Années | Nombre d' éditions | Médailles décernés | Médailles décernés | Médailles décernés | Médailles décernés |
| Discipline | Discipline           | Années | Nombre d' éditions | Or                 | Argent             | Bronze             | Total              |
| ---------- | -------------------- | ------ | ------------------ | ------------------ | ------------------ | ------------------ | ------------------ |
|            | Patrouille militaire | 1924   | 1                  | 1                  | 1                  | 1                  | 3                  |

## Par édition

### Jeux olympiques d'été
| Jeux | Médaille  | Médaille | Hôte                                  | Nombre d'épreuves (avec médailles) | Médailles décernés | Médailles décernés | Médailles décernés | Médailles décernés | Athlète(s) avec le plus de médailles (Or-Argent-Bronze) | Athlète(s) avec le plus de médailles d'or |
| Jeux | Médaille  | Médaille | Hôte                                  | Nombre d'épreuves (avec médailles) | Or                 | Argent             | Bronze             | Total              | Athlète(s) avec le plus de médailles (Or-Argent-Bronze) | Athlète(s) avec le plus de médailles d'or |
| ---- | --------- | -------- | ------------------------------------- | ---------------------------------- | ------------------ | ------------------ | ------------------ | ------------------ | --- | --- |
| 1896 | médaillés | tableau  | Athènes, Grèce                        | 43                                 | 43                 | 43                 | 36                 | 122                | Hermann Weingärtner (GER) (3-2-1) | Carl Schuhmann (GER) (4-0-0) |
| 1900 | médaillés | tableau  | Paris, France                         | 95                                 | 90                 | 90                 | 88                 | 268                | Irving Baxter (USA) (2-3-0) Walter Tewksbury (USA) (2-2-1) | Alvin Kraenzlein (USA) (4-0-0) |
| 1904 | médaillés | tableau  | Saint-Louis, États-Unis               | 91                                 | 96                 | 92                 | 92                 | 280                | Anton Heida (USA) (5-1-0) George Eyser (USA) (3-2-1) Burton Downing (USA) (2-3-1) | Anton Heida (USA) (5-1-0) |
| 1908 | médaillés | tableau  | Londres, Royaume-Uni                  | 110                                | 110                | 107                | 106                | 323                | Mel Sheppard (USA) (3-0-0) Henry Taylor (GBR) (3-0-0) Benjamin Jones (GBR) (2-1-0) Oscar Swahn (SWE) (2-0-1) Martin Sheridan (USA) (2-0-1) Josiah Ritchie (GBR) (1-1-1) Ted Ranken (GBR) (0-3-0) | Mel Sheppard (USA) (3-0-0) Henry Taylor (GBR) (3-0-0) |
| 1912 | médaillés | tableau  | Stockholm, Suède                      | 102                                | 103                | 104                | 103                | 310                | Vilhelm Carlberg (SWE) (3-2-0) | Vilhelm Carlberg (SWE) (3-2-0) Hannes Kolehmainen (FIN) (3-1-0) Alfred Lane (USA) (3-0-0) |
| 1920 | médaillés | tableau  | Anvers, Belgique                      | 154                                | 156                | 145                | 135                | 436                | Willis Augustus Lee (USA) (5-1-1) Lloyd Spooner (USA) (4-1-2) | Willis Augustus Lee (USA) (5-1-1) Nedo Nadi (ITA) (5-0-0) |
| 1924 | médaillés | tableau  | Paris, France                         | 126                                | 126                | 127                | 125                | 378                | Ville Ritola (FIN) (4-2-0) | Paavo Nurmi (FIN) (5-0-0) |
| 1928 | médaillés | tableau  | Amsterdam, Pays-Bas                   | 109                                | 111                | 109                | 110                | 330                | Georges Miez (SUI) (3-1-0) Hermann Hänggi (SUI) (2-1-1) | Georges Miez (SUI) (3-1-0) |
| 1932 | médaillés | tableau  | Los Angeles, États-Unis               | 117                                | 116                | 116                | 114                | 346                | István Pelle (HUN) (2-2-0) Giulio Gaudini (ITA) (0-3-1) Heikki Savolainen (FIN) (0-1-3) | Helene Madison (USA) (3-0-0) Romeo Neri (ITA) (3-0-0) |
| 1936 | médaillés | tableau  | Berlin, Allemagne                     | 129                                | 130                | 128                | 122                | 380                | Konrad Frey (GER) (3-1-2) | Jesse Owens (USA) (4-0-0) |
| 1948 | médaillés | tableau  | Londres, Royaume-Uni                  | 136                                | 138                | 135                | 138                | 411                | Veikko Huhtanen (FIN) (3-1-1) | Fanny Blankers-Koen (NED) (4-0-0) |
| 1952 | médaillés | tableau  | Helsinki, Finlande                    | 149                                | 149                | 152                | 158                | 459                | Maria Gorokhovskaya (URS) (2-5-0) | Viktor Chukarin (URS) (4-2-0) |
| 1956 | médaillés | tableau  | Melbourne, Australie Stockholm, Suède | 145                                | 153                | 153                | 163                | 469                | Ágnes Keleti (HUN) (4-2-0) Larissa Latynina (URS) (4-1-1) | Ágnes Keleti (HUN) (4-2-0) Larissa Latynina (URS) (4-1-1) |
| 1960 | médaillés | tableau  | Rome, Italie                          | 150                                | 152                | 149                | 160                | 461                | Boris Shakhlin (URS) (4-2-1) | Boris Shakhlin (URS) (4-2-1) |
| 1964 | médaillés | tableau  | Tokyo, Japon                          | 163                                | 163                | 167                | 174                | 504                | Larissa Latynina (URS) (2-2-2) | Don Schollander (USA) (4-0-0) |
| 1968 | médaillés | tableau  | Mexico, Mexique                       | 172                                | 174                | 170                | 183                | 527                | Mikhail Voronin (URS) (2-4-1) | Věra Čáslavská (TCH) (4-2-0) Akinori Nakayama (JPN) (4-1-1) |
| 1972 | médaillés | tableau  | Munich, Allemagne de l'Ouest          | 195                                | 195                | 195                | 210                | 600                | Mark Spitz (USA) (7-0-0) | Mark Spitz (USA) (7-0-0) |
| 1976 | médaillés | tableau  | Montréal, Canada                      | 198                                | 198                | 199                | 216                | 613                | Nikolai Andrianov (URS) (4-2-1) | Nikolai Andrianov (URS) (4-2-1) Kornelia Ender (RDA) (4-1-0) John Naber (USA) (4-1-0) |
| 1980 | médaillés | tableau  | Moscou, Union soviétique              | 203                                | 204                | 204                | 223                | 631                | Aleksandr Dityatin (URS) (3-4-1) | Aleksandr Dityatin (URS) (3-4-1) Caren Metschuck (RDA) (3-1-0) Barbara Krause (RDA) (3-0-0) Ouladzimir Parfianovitch (URS) (3-0-0) Rica Reinisch (RDA) (3-0-0) Vladimir Salnikov (URS) (3-0-0) |
| 1984 | médaillés | tableau  | Los Angeles, États-Unis               | 221                                | 225                | 218                | 242                | 685                | Li Ning (CHN) (3-2-1) | Ecaterina Szabó (ROU) (4-1-0) Carl Lewis (USA) (4-0-0) |
| 1988 | médaillés | tableau  | Séoul, Corée du Sud                   | 237                                | 241                | 234                | 264                | 739                | Matt Biondi (USA) (5-1-1) | Kristin Otto (RDA) (6-0-0) |
| 1992 | médaillés | tableau  | Barcelone, Espagne                    | 257                                | 260                | 257                | 298                | 815                | Vitaly Scherbo (EUN) (6-0-0) | Vitaly Scherbo (EUN) (6-0-0) |
| 1996 | médaillés | tableau  | Atlanta, États-Unis                   | 271                                | 271                | 273                | 298                | 842                | Aleksey Nemov (RUS) (2-1-3) | Amy Van Dyken (USA) (4-0-0) |
| 2000 | médaillés | tableau  | Sydney, Australie                     | 300                                | 297                | 299                | 325                | 921                | Aleksey Nemov (RUS) (2-1-3) | Ian Thorpe (AUS) (3-2-0) Inge de Bruijn (NED) (3-1-0) Leontien van Moorsel (NED) (3-1-0) Jenny Thompson (USA) (3-0-1) Lenny Krayzelburg (USA) (3-0-0)                                          |
| 2004 | médaillés | tableau  | Athènes, Grèce                        | 301                                | 301                | 301                | 327                | 929                | Michael Phelps (USA) (6-0-2) | Michael Phelps (USA) (6-0-2) |
| 2008 | médaillés | tableau  | Pékin, Chine                          | 302                                | 302                | 303                | 353                | 958                | Michael Phelps (USA) (8-0-0) | Michael Phelps (USA) (8-0-0) |
| 2012 | médaillés | tableau  | Londres, Royaume-Uni                  | 302                                | 302                | 304                | 356                | 962                | Michael Phelps (USA) (4-2-0) | Michael Phelps (USA) (4-2-0) Missy Franklin (USA) (4-0-1) |
| 2016 | médaillés | tableau  | Rio de Janeiro, Brésil                | 306                                | 307                | 307                | 360                | 974                | Michael Phelps (USA) (5-1-0) | Michael Phelps (USA) (5-1-0) |
| 2020 | médaillés | tableau  | Tokyo, Japon                          |                                    |                    |                    |                    |                    | | |

### Jeux olympiques d'hiver
| Jeux | Médaille  | Médaille | Hôte                              | Nombre d'épreuves (avec médailles) | Médailles décernés | Médailles décernés | Médailles décernés | Médailles décernés | Athlète(s) avec le plus de médailles (Or-Argent-Bronze) | Athlète(s) avec le plus de médailles d'or |
| Jeux | Médaille  | Médaille | Hôte                              | Nombre d'épreuves (avec médailles) | Or                 | Argent             | Bronze             | Total              | Athlète(s) avec le plus de médailles (Or-Argent-Bronze) | Athlète(s) avec le plus de médailles d'or |
| ---- | --------- | -------- | --------------------------------- | ---------------------------------- | ------------------ | ------------------ | ------------------ | ------------------ | --- | --- |
| 1924 | médaillés | tableau  | Chamonix, France                  | 16                                 | 16                 | 16                 | 17                 | 49                 | Clas Thunberg (FIN) (3-1-1) Roald Larsen (NOR) (0-2-3) | Clas Thunberg (FIN) (3-1-1) Thorleif Haug (NOR) (3-0-0) |
| 1928 | médaillés | tableau  | Saint-Moritz, Suisse              | 14                                 | 14                 | 12                 | 15                 | 41                 | Bernt Evensen (NOR) (1-1-1) | Johan Grøttumsbråten (NOR) (2-0-0) Clas Thunberg (FIN) (2-0-0) |
| 1932 | médaillés | tableau  | Lake Placid, États-Unis           | 14                                 | 14                 | 14                 | 14                 | 42                 | Irving Jaffee (USA) (2-0-0) Jack Shea (USA) (2-0-0) Veli Saarinen (FIN) (1-0-1) Alexander Hurd (CAN) (0-1-1) William Logan (CAN) (0-0-2) | Irving Jaffee (USA) (2-0-0) Jack Shea (USA) (2-0-0) |
| 1936 | médaillés | tableau  | Garmisch-Partenkirchen, Allemagne | 17                                 | 17                 | 17                 | 17                 | 51                 | Ivar Ballangrud (NOR) (3-1-0) | Ivar Ballangrud (NOR) (3-1-0) |
| 1948 | médaillés | tableau  | Saint-Moritz, Suisse              | 22                                 | 22                 | 24                 | 22                 | 68                 | Henri Oreiller (FRA) (2-0-1) | Henri Oreiller (FRA) (2-0-1) Martin Lundström (SWE) (2-0-0) |
| 1952 | médaillés | tableau  | Oslo, Norvège                     | 22                                 | 22                 | 22                 | 23                 | 67                 | Hjalmar Andersen (NOR) (3-0-0) Mirl Buchner (GER) (0-1-2) | Hjalmar Andersen (NOR) (3-0-0) |
| 1956 | médaillés | tableau  | Cortina d'Ampezzo, Italie         | 24                                 | 25                 | 23                 | 24                 | 72                 | Sixten Jernberg (SWE) (1-2-1) | Toni Sailer (AUT) (3-0-0) |
| 1960 | médaillés | tableau  | Squaw Valley, États-Unis          | 27                                 | 28                 | 26                 | 27                 | 81                 | Veikko Hakulinen (FIN) (1-1-1) | Yevgeny Grishin (URS) (2-0-0) Lidia Skoblikova (URS) (2-0-0) |
| 1964 | médaillés | tableau  | Innsbruck, Autriche               | 34                                 | 34                 | 38                 | 31                 | 103                | Lidia Skoblikova (URS) (4-0-0) | Lidia Skoblikova (URS) (4-0-0) |
| 1968 | médaillés | tableau  | Grenoble, France                  | 35                                 | 35                 | 39                 | 32                 | 106                | Jean-Claude Killy (FRA) (3-0-0) Toini Gustafsson (SWE) (2-1-0) Eero Mäntyranta (FIN) (0-1-2) | Jean-Claude Killy (FRA) (3-0-0) |
| 1972 | médaillés | tableau  | Sapporo, Japon                    | 35                                 | 36                 | 34                 | 35                 | 105                | Galina Kulakova (URS) (3-0-0) Ard Schenk (NED) (3-0-0) Vyacheslav Vedenin (URS) (2-0-1) Pål Tyldum (NOR) (1-2-0) Marjatta Kajosmaa (FIN) (0-2-1) Atje Keulen-Deelstra (NED) (0-1-2)                                                          | Galina Kulakova (URS) (3-0-0) Ard Schenk (NED) (3-0-0) |
| 1976 | médaillés | tableau  | Innsbruck, Autriche               | 37                                 | 37                 | 37                 | 37                 | 111                | Tatyana Averina (URS) (2-0-2) | Rosi Mittermaier (RFA) (2-1-0) Raisa Smetanina (URS) (2-1-0) Tatyana Averina (URS) (2-0-2) Bernhard Germeshausen (RDA) (2-0-0) Nikolay Kruglov (URS) (2-0-0) Meinhard Nehmer (RDA) (2-0-0) |
| 1980 | médaillés | tableau  | Lake Placid, États-Unis           | 38                                 | 38                 | 39                 | 38                 | 115                | Eric Heiden (USA) (5-0-0) | Eric Heiden (USA) (5-0-0) |
| 1984 | médaillés | tableau  | Sarajevo, Yougoslavie             | 39                                 | 39                 | 39                 | 39                 | 117                | Marja-Liisa Hämäläinen (FIN) (3-0-1) Karin Enke (RDA) (2-2-0) Gunde Svan (SWE) (2-1-1) | Marja-Liisa Hämäläinen (FIN) (3-0-1) |
| 1988 | médaillés | tableau  | Calgary, Canada                   | 46                                 | 46                 | 46                 | 46                 | 138                | Yvonne van Gennip (NED) (3-0-0) Matti Nykänen (FIN) (3-0-0) Tamara Tikhonova (URS) (2-1-0) Valeri Medvedtsev (URS) (1-2-0) Marjo Matikainen (FIN) (1-0-2) Karin Enke (RDA) (0-2-1) Andrea Ehrig (RDA) (0-2-1) Vladimir Smirnov (URS) (0-2-1) | Yvonne van Gennip (NED) (3-0-0) Matti Nykänen (FIN) (3-0-0) |
| 1992 | médaillés | tableau  | Albertville, France               | 57                                 | 57                 | 58                 | 56                 | 171                | Lioubov Iegorova (EUN) (3-2-0) Elena Välbe (EUN) (1-0-4) | Lioubov Iegorova (EUN) (3-2-0) Bjørn Dæhlie (NOR) (3-1-0) Vegard Ulvang (NOR) (3-1-0) |
| 1994 | médaillés | tableau  | Lillehammer, Norvège              | 61                                 | 61                 | 61                 | 61                 | 183                | Manuela Di Centa (ITA) (2-2-1) | Lioubov Iegorova (RUS) (3-1-0) Johann Olav Koss (NOR) (3-0-0) |
| 1998 | médaillés | tableau  | Nagano, Japon                     | 68                                 | 69                 | 68                 | 68                 | 205                | Larisa Lazutina (RUS) (3-1-1) | Larisa Lazutina (RUS) (3-1-1) Bjørn Dæhlie (NOR) (3-1-0) |
| 2002 | médaillés | tableau  | Salt Lake City, États-Unis        | 78                                 | 80                 | 76                 | 78                 | 234                | Ole Einar Bjørndalen (NOR) (4-0-0) Janica Kostelić (CRO) (3-1-0) | Ole Einar Bjørndalen (NOR) (4-0-0) |
| 2006 | médaillés | tableau  | Turin, Italie                     | 84                                 | 84                 | 84                 | 84                 | 252                | Cindy Klassen (CAN) (1-2-2) | Ahn Hyun-soo (KOR) (3-0-1) Michael Greis (GER) (3-0-0) Jin Sun-yu (KOR) (3-0-0) |
| 2010 | médaillés | tableau  | Vancouver, Canada                 | 86                                 | 86                 | 87                 | 85                 | 258                | Marit Bjørgen (NOR) (3-1-1) | Marit Bjørgen (NOR) (3-1-1) Wang Meng (CHN) (3-0-0) |
| 2014 | médaillés | tableau  | Sotchi, Russie                    | 98                                 | 99                 | 97                 | 99                 | 295                | Ireen Wüst (NED) (2-3-0) | Viktor Ahn (RUS) (3-0-1) Marit Bjørgen (NOR) (3-0-0) Darya Domracheva (BLR) (3-0-0) |
| 2018 | médaillés | tableau  | Pyeongchang, Corée                | 102                                | 102                | 104                | 101                | 295                | Marit Bjørgen (NOR) (2-1-2) | Martin Fourcade (FRA) (3-0-0) Johannes Hoesflot Klaebo (NOR) (3-0-0) |